# آلن راچینز
آلن راچینز (به انگلیسی: Alan Rachins) (زاده ۳ اکتبر ۱۹۴۲ – درگذشته ۲ نوامبر ۲۰۲۴) بازیگر آمریکایی بود.
آلن راچینز در ۲ نوامبر ۲۰۲۴، در سن ۸۲ سالگی بر اثر نارسایی قلبی درگذشت.
از فیلم‌های معروف او می‌توان به بازی در فیلم شرایط ویژه قلبی اشاره کرد.